# مزرعة نيحا
مزرعة نيحا هي إحدى المزارع اللبنانية من قرى قضاء صور في محافظة الجنوب. وتقع بالقرب من بلدة (صريفا).